# Intelligent Community Forum
O ICF, de Intelligent Community Forum, ou "Fórum de Comunidades Inteligentes", é uma organização sem fins lucrativos para pesquisa de políticas, focada na criação de empregos e desenvolvimento econômico na economia da banda larga. O grupo se foca nos efeitos econômicos de boas práticas do uso de banda larga baseadas na comunidade, e também promove premiação anual para comunidades inteligentes, o Intelligent Community Awards.

## Missão
O Forum de Comunidades Inteligentes (ICF) é uma usina de ideias (ou think tank) que estuda o desenvolvimento social e econômico da comunidade do século 21.
Tanto em países industrializados como naqueles em desenvolvimento, comunidades são hoje desafiadas a criar prosperidade, estabilidade e vida cultural rica em um mundo no qual empregos, investimento e conhecimento dependem cada vez mais dos avanços nas comunicações. Para a comunidade do século 21, a conectividade é uma faca de dois gumes: ameaçando as formas estabelecidas da vida de um lado, e por outro lado oferecendo novas e poderosas ferramentas para construir economias prósperas, inclusivas e ambientalmente sustentáveis. O ICF busca compartilhar as melhores práticas de Comunidades Inteligentes de todo mundo, usadas para se adaptarem às demandas da Economia de Banda Larga para auxiliar comunidades em toda parte a encontrarem renovação e crescimento sustentáveis. 
O ICF faz pesquisas, promove conferências, publica textos e oferece prêmios anuais, tudo no esforço de:
- Identificar e explicar a emergência da economia da banda larga e seu impacto no nível local. Esta é a nova economia global surgindo em todo mundo pela oferta de banda langa nos níveis internacional, nacional e local. Na economia da banda larga, a adaptabilidade é mais importante que o legado, habilidades (e não recursos) são a chave para o futuro, e a inovação, não a locação é que cria uma vantagem competitiva.

- Pesquisar e compartilhar boas práticas usadas pelas comunidades em sua adaptação às mudanças do ambiente econômico global, e como orientam seus cidadãos e empresas para a prosperidade. Não há um modelo perfeito para o desenvolvimento econômico na economia da banda larga. Cada comunidade bem sucedida desenvolve estratégias baseadas em sua história e desafios particulares, e supera obstáculos específicos locais para colocar seus programas em operação.  Mas as estratégias bem sucedidas compartilham muitos elementos comuns, e uma comunidade pode aprender muito a partir dos sucessos e fracassos de outras. E, compartilhando suas experiências com outras, pode também acelerar seu próprio desenvolvimento.

- Celebrar conquistas de comunidades que venceram seus desafios por um lugar ao sol na economia do século 21. Comunidades em todo mundo estão fazendo grandes esforços para superar desafios antigos, desenvolver estratégias e colocar em prática programas e políticas eficazes. O ICF celebra a liderança através de um programa de prêmios que percorre todo o globo à procura dos melhores modelos de cada ano e divulga suas conquistas.

Para o ICF, uma comunidade é uma vila, aldeia, cidade ou área metropolitana -- ou até mesmo um estado, província ou outra região maior - que tem uma identidade distinta e a habilidade de agir de forma unificada, como se fosse uma única entidade. Seus cidadãos e empresas se identificam tanto com aquela comunidade que deixam de lado pequenas diferenças e compartilham para o bem do todo. 

## Prêmios
Desde 1999, o ICF oferece prêmios anuais para Comunidade Inteligente, Prédio Inteligente, Tecnologia de Comunidade Inteligente e Visionário de Comunidade Inteligente. Os ganhadores recebem um prêmio, uma fotografia de apresentação e auxĩlio para a promoção do prêmio para seus clientes, constituintes e  partes interessadas. 
Os Prêmios para Comunidades Inteligentes são oferecidos no conferência anual do ICF, chamada Construindo a economia da Banda Larga (ou Building the Broadband Economy em inglês), na cidade de Nova York, em associação com o Instituto Politécnico da Universidade de Nova York.

### Comunidade Inteligente do Ano
A Comunidade Inteligente do Ano é escolhida no estágio final de um processo de premiação de 10 meses, que começa com a seleção das Smart 21 Communities -- literalmente "21 Comunidades Espertas", mas também "Comunidades Prontas para o Século 21". A seleção da Comunidade Inteligente do Ano é baseada em pesquisa feita pela empresa E&B Data, de Montreal Canadá, que desenvolve produtos informacionais inovadores para tomadores de decisão nos setores institucional, corporativo e financeiro.

#### Ganhadoras do Prêmio Comunidade Inteligente do Ano
- 2010 - Suwon, Coreia do Sul
- 2009 - Estocolmo, Suécia
- 2008 - Gangnam-Gu, Coreia do Sul
- 2006 - Taipé, Taiwan
- 2005 - Mitaka, Japão
- 2004 - Glasgow, Escócia, Reino Unido
- 2002 - Calgary, Alberta, Canadá & Seul, Coreia do Sul
- 2001 - Nova York,  Nova York, Estados Unidos
- 2000 - LaGrange, Geórgia, Estados Unidos
- 1999 - Singapura

### Prêmios para Prédios, Tecnologia, Visionários e Fundadores
Os ganhadores dos prêmios anuais para Prédio Inteligente, Tecnologia para Comunidades Inteligentes, Visionário e Fundador e Comunidade Inteligente são definidos pelo ICF, baseados em indicações de desenvolvedores, companhias e especialistas do ramo.

#### Premiação de 2009
- Andrea Santini, Prefeito Issy-les-Moulineaux, França - Visionário de Comunidade Inteligente do Ano
- Condado de Taoyuan , Taiwan - Prêmio de Fundador em 2009
- Andrew Spano, chefe de condado, Condado de Westchester,  Nova York, Estados Unidos - Prêmio de Fundador em 2009
- Dave Carter, Presidente, Manchester Digital Development Agency, Manchester, Reino Unido - Prêmio de Fundador em 2009

#### Premiação de 2008
- Scot Rourke, Diretor Executivo da OneCommunity, Cleveland, Ohio, EUA - Visionário de Comunidade Inteligente do Ano
- X-Road, Tallinn, Estonia - Prêmio Fundador de 2009
- Educação à Distância de (Academic Aptitude Broadcasting, em inglês) Gangnam-Gu, Seul, Coreia do Sul - Prêmio de Fundador em 2008

#### Premiação de 2007
- Jimmy Wales, Co-fundador, Wikipédia, Inc. & Angela Beesley, Fundadora, Wikia, Inc. - Visionários de Comunidade Inteligente do Ano
- Parque Cornell de Agricultura e Alimentação (em inglês Cornell Agriculture & Food Technology Park) - Instalação Inteligente do Ano
- Sunderland, Reino Unido - Prêmio pelo Conjunto da Obra

#### Premiação de 2006
- MaRS Centre, Toronto, Ontario, Canada - Prédio Inteligente do Ano
- Ministério das Comunicações do Afeganistão - Visionário de Comunidade Inteligente do Ano

#### Premiação de 2005
- Ebene Cyber Tower, Maurícia - Prédio Inteligente do Ano
- Nova Parceria para o Desenvolvimento da África (NEPAD) - Visionário de Comunidade Inteligente do Ano

#### Premiação de 2004
- Ciberporto, Hong Kong, China - Prédio Inteligente do Ano

## Eventos
Building the Broadband Economy Conference - BBE, ou "Conferência Construindo a Economia de Banda Larga - BBE"
Produzida em associação com o Instituto Politécnico da NYU, e seu Instituto para Tecnologia e Empresas, a conferência Conferência Construindo a Economia de Banda Larga (BBE) é um ponto de encontro internacional para a troca de ideias entre funcionários de governos e seus parceiros privados em telecomunicações, TI, negócios com imóveis e consultoria.
A BBE é uma oportunidade única para aprender com as comunidades mais inovadoras do mundo como elas fizeram sua economia de banda larga trabalhar para elas, algumas vezes contra grandes dificuldades. Ela oferece uma perspetiva global nas melhores maneiras de se criar a estrutura de banda larga, atrair trabalhadores do conhecimento, avançar a inovação e implementar programas de e-gov que contribuem para o crescimento econômico e reduzem a exclusão digital.